# Fotballklubben Bodø/Glimt 2007
Questa voce raccoglie le informazioni riguardanti il Fotballklubben Bodø/Glimt nelle competizioni ufficiali della stagione 2007.

## Rosa
| N. |                       | Ruolo | Calciatore          |
| -- | --------------------- | ----- | ------------------- |
| 1  | Estonia (bandiera)    | P     | Pavel Londak        |
| 2  | Norvegia (bandiera)   | D     | Vegard Sannes       |
| 3  | Norvegia (bandiera)   | D     | Erik Hoftun         |
| 4  | Norvegia (bandiera)   | D     | Johan Lædre Bjørdal |
| 5  | Costa Rica (bandiera) | C     | Roy Miller          |
| 6  | Norvegia (bandiera)   | C     | Stian Theting       |
| 7  | Norvegia (bandiera)   | C     | Runar Berg          |
| 8  | Norvegia (bandiera)   | C     | Olav Råstad         |
| 9  | Brasile (bandiera)    | A     | Thiago Martins      |
| 10 | Norvegia (bandiera)   | A     | Stig Johansen       |
| 11 | Norvegia (bandiera)   | A     | Mounir Hamoud       |
| 12 | Norvegia (bandiera)   | P     | Jonas Kolstad       |
| 14 | Svezia (bandiera)     | D     | Daniel Blomgren     |
| 15 | Norvegia (bandiera)   | D     | Thomas Jacobsen     |

| N. |                       | Ruolo | Calciatore             |
| -- | --------------------- | ----- | ---------------------- |
| 17 | Norvegia (bandiera)   | D     | Ruben Imingen          |
| 18 | Norvegia (bandiera)   | A     | Glenn André Pedersen   |
| 19 | Albania (bandiera)    | A     | Tani Stafsula          |
| 20 | Norvegia (bandiera)   | A     | Trond Olsen            |
| 21 | Costa Rica (bandiera) | A     | Randall Brenes         |
| 22 | Norvegia (bandiera)   | D     | Even Iversen           |
| 23 | Norvegia (bandiera)   | C     | Anders Ågnes Konradsen |
| 24 | Norvegia (bandiera)   | C     | Anders Karlsen         |
| 25 | Norvegia (bandiera)   | P     | Kenneth Høie           |
| 25 | Norvegia (bandiera)   | P     | Alexander Vangen       |
| 26 | Norvegia (bandiera)   | D     | Andreas Aakre          |
| 27 | Norvegia (bandiera)   | A     | Stefan Johansen        |
| 29 | Svezia (bandiera)     | A     | Olof Hvidén-Watson     |

## Risultati

### Campionato

#### Girone di andata
| Hønefoss 9 aprile 2007, ore 18:00 CEST 1ª giornata | Hønefoss     | 0 – 0 referto | Bodø/Glimt | AKA Arena (1.245 spett.)\| Arbitro: \| Hagen (Grue) \| |
| Arbitro:                                           | Hagen (Grue) |               |            |                                                        |

| Arbitro: | Nordby |

|                                                                            |           |           |
| Olsen 6’, 34’, 84’ Berg 29’ Theting 33’ Martins 38’, 50’ (rig.) Hamoud 87’ | Marcatori | 75’ Kaagh |

| Arbitro: | Borgersen |

|                            |           |                        |
| Pasoja 50’ (rig.) Øren 68’ | Marcatori | 3’, 60’ Olsen 57’ Berg |

| Arbitro: | Hafsås |

|                                        |           |  |
| Martins 6’, 47’ (rig.), 78’ Miller 85’ | Marcatori |  |

| Arbitro: | Krokdal (Oslo) |

|                |           |                                              |
| Samuelsson 64’ | Marcatori | 29’ (rig.) Martins 45’, 66’ Olsen 56’ Hamoud |

| Arbitro: | Kjensli |

|                         |           |  |
| Martins 18’, 43’ (rig.) | Marcatori |  |

| Arbitro: | Høgberg |

|                       |           |           |
| Olsen 57’ Martins 61’ | Marcatori | 34’ Hagen |

| Arbitro: | Borgersen |

|                           |           |             |
| Brandshaug 52’ Larsen 82’ | Marcatori | 68’ Martins |

| Arbitro: | Edvartsen (Hamar) |

|           |           |                         |
| Olsen 70’ | Marcatori | 1’ M. Diouf 8’ P. Diouf |

| Arbitro: | Hagen (Grue) |

|  |           |                        |
|  | Marcatori | 24’ Hamoud 37’ Theting |

| Arbitro: | Nordby |

|                                                   |           |  |
| Martins 38’, 58’ Theting 83’ Brenes 84’ Olsen 90’ | Marcatori |  |

| Arbitro: | Hagen (Grue) |

|                                               |           |  |
| Bjørdal 37’ (aut.) Låstad 61’, 72’ Monkam 77’ | Marcatori |  |

| Arbitro: | Johnsen |

|                             |           |  |
| Berg 77’ Martins 83’ (rig.) | Marcatori |  |

| Arbitro: | Edvartsen (Hamar) |

|  |           |            |
|  | Marcatori | 65’ Råstad |

| Arbitro: | Toppe |

|                        |           |  |
| Brenes 22’ Iversen 59’ | Marcatori |  |

#### Girone di ritorno
| Arbitro: | Staberg |

|                                   |           |          |
| Sannes 68’ Råstad 77’ Martins 81’ | Marcatori | 84’ Voll |

| Arbitro: | Nordby |

|                                        |           |                             |
| Ertzeid 7’ Sagebakken 40’ Pedersen 47’ | Marcatori | 58’, 80’ Råstad 82’ Theting |

| Arbitro: | Høgberg |

|                                                              |           |           |
| Sannes 21’ Miller 36’ Hamoud 59’, 74’ Hvidén-Watson 84’, 87’ | Marcatori | 60’ Olsen |

| Arbitro: | Borgersen |

|                 |           |  |
| El Masrouri 90’ | Marcatori |  |

| Arbitro: | Hansen |

|             |           |           |
| Martins 45’ | Marcatori | 29’ Olsen |

| Arbitro: | Ahlsen |

|                       |           |                              |
| Garba 2’ Kvalheim 49’ | Marcatori | 12’, 51’ Theting 90’ Iversen |

| Tromsdalen 9 settembre 2007, ore 16:00 CEST 22ª giornata | Tromsdalen | 0 – 0 referto | Bodø/Glimt | Tromsdalen Stadion (997 spett.)\| Arbitro: \| Staberg \| |
| Arbitro:                                                 | Staberg    |               |            |                                                          |

| Arbitro: | Borgersen |

|                                  |           |  |
| Olsen 31’ Hoftun 34’ Martins 64’ | Marcatori |  |

| Arbitro: | Alapnes |

|                                       |           |                 |
| Hoseth 10’, 64’ P. Diouf 50’ Mork 68’ | Marcatori | 12’, 84’ Hamoud |

| Arbitro: | Hagen (Grue) |

|                               |           |  |
| Theting 38’ Hvidén-Watson 87’ | Marcatori |  |

| Arbitro: | Helgerud (Lier) |

|                                 |           |             |
| Haug 31’ Mendy 48’ Vojnović 73’ | Marcatori | 33’ Bjørdal |

| Bodø 13 ottobre 2007, ore 16:00 CEST 27ª giornata                                           | Bodø/Glimt | 3 – 1 referto      | Løv-Ham | Aspmyra Stadion (2.771 spett.) |
| \| \| \| \| \| Martins 57’ (rig.) Berg 70’ Råstad 79’ \| Marcatori \| 28’ (aut.) Iversen \| |            |                    |         |                                |
|                                                                                             |            |                    |         |                                |
| Martins 57’ (rig.) Berg 70’ Råstad 79’                                                      | Marcatori  | 28’ (aut.) Iversen |         |                                |

| Sogndal 31 ottobre 2007, ore 18:00 CEST 28ª giornata    | Sogndal   | 2 – 0 referto | Bodø/Glimt | Fosshaugane Campus (1.344 spett.) |
| \| \| \| \| \| Elvis 70’ Solheim 75’ \| Marcatori \| \| |           |               |            |                                   |
|                                                         |           |               |            |                                   |
| Elvis 70’ Solheim 75’                                   | Marcatori |               |            |                                   |

| Arbitro: | Hansen |

|            |           |                     |
| Miller 32’ | Marcatori | 47’ Askar 77’ Husøy |

| Arbitro: | Høgberg |

|                                           |           |              |
| Latyr 12’, 52’ Tronseth 44’ Halvorsen 46’ | Marcatori | 30’ Jacobsen |

#### Qualificazioni per la Tippeligaen 2008
| Arbitro: | Sandmoen |

|  |           |             |
|  | Marcatori | 12’ Martins |

| Arbitro: | Skjerven (Kaupanger) |

|                        |           |                                |
| Olsen 3’, 27’ Berg 69’ | Marcatori | 42’ Toresen 72’ (aut.) Martins |

### Coppa di Norvegia
| Hammerfest 20 maggio 2007, ore 18:00 CEST Primo turno                    | Hammerfest | 0 – 4 referto                          | Bodø/Glimt | Breidablikk Stadion |
| \| \| \| \| \| \| Marcatori \| 12’ Hamoud 37’, 43’ Olsen 75’ Johansen \| |            |                                        |            |                     |
|                                                                          |            |                                        |            |                     |
|                                                                          | Marcatori  | 12’ Hamoud 37’, 43’ Olsen 75’ Johansen |            |                     |

| Lofoten 13 giugno 2007, ore 18:00 CEST Secondo turno                       | Lofoten   | 1 – 3 (d.t.s.) referto           | Bodø/Glimt | Stranda Stadion |
| \| \| \| \| \| Aga 80’ \| Marcatori \| 17’ Råstad 95’ Brenes 101’ Olsen \| |           |                                  |            |                 |
|                                                                            |           |                                  |            |                 |
| Aga 80’                                                                    | Marcatori | 17’ Råstad 95’ Brenes 101’ Olsen |            |                 |

| Bodø 27 giugno 2007, ore 18:00 CEST Terzo turno | Bodø/Glimt | 1 – 0 referto | Hønefoss | Aspmyra Stadion (2.112 spett.) |
| \| \| \| \| \| Olsen 24’ \| Marcatori \| \|     |            |               |          |                                |
|                                                 |            |               |          |                                |
| Olsen 24’                                       | Marcatori  |               |          |                                |

| Arbitro: | Helgerud (Lier) |

|                 |           |  |
| Macallister 65’ | Marcatori |  |